# 2019년 롯데 자이언츠 시즌
2019년 롯데 자이언츠 시즌은 롯데 자이언츠가 KBO 리그에 참가한 38번째 시즌이다. 양상문 감독이 팀을 맡았으나, 중도 사퇴하고 공필성 감독 대행이 남은 시즌을 책임졌다.
한편,   불안한 투수진 - 포수진 탓인지 승률 3할 4푼에 그치며 10팀 중 정규시즌 최하위에 머물렀는데 전년도에 이어 2년 연속 대만(가오슝)에서 훈련을 했고 퓨처스 팀이 2월 17일부터 이 곳에서  2년 연속  해외 전지훈련을 치렀다. 

## 타이틀
- 프리미어 12 은메달: 민병헌
- 한국갤럽 선정 올해를 빛낸 스포츠스타 8위: 이대호
- 조아제약 프로야구대상 헤포스상: 민병헌
- 웰컴톱랭킹 5월 타자 1위: 이대호
- 제12회 교육메세나탑 시상식 교육감 표창: 이대호
- 올스타전 추천선수: 장시환, 나균안, 민병헌
- 컴프야 포인트 베스트 라인업: 전준우 (좌익수)
- 스타뉴스 선정 2010년대 포지션별 베스트10: 이대호 (3루수), 손아섭 (외야수 2위)
- 컴투스 프로야구 레전드 카드: 최동원
- 출장(투수): 고효준 (75)
- 구원등판: 고효준 (75)

### 퓨처스리그
- 아시아 윈터 베이스볼 리그 국가대표: 김현, 김준태
- 플레이어스 초이스 어워드 퓨처스리그 우수선수상: 최하늘
- 퓨처스 올스타: 최하늘, 정보근, 고승민, 김민수

## 선수단
- 선발투수: 레일리, 장시환, 다익손, 박세웅, 톰슨, 김원중, 윤성빈, 최하늘, 이승헌
- 구원투수: 진명호, 박시영, 서준원, 김건국, 손승락, 고효준, 박진형, 김현수, 조무근, 송승준, 정성종, 홍성민, 차재용, 박진, 최설우, 정태승, 박근홍, 오현택, 윤길현, 이인복, 구승민
- 마무리투수: -[4]
- 포수: 김사훈, 정보근, 안중열, 김준태, 나균안
- 1루수: 채태인, 정훈, 전병우, 오윤석
- 2루수: 아수아헤, 김동한, 고승민, 배성근
- 유격수: 신본기, 신윤후, 강로한
- 3루수: 윌슨, 문규현, 황진수, 김민수, 한동희
- 좌익수: 전준우, 정준혁
- 중견수: 민병헌, 나경민, 허일, 이찬건, 김문호, 조홍석
- 우익수: 손아섭
- 지명타자: 이대호, 이병규

## 여담
- 홈구장인 사직 야구장의 좌석 수가 기존 25000석에서 24500석으로 줄어들었다.
- 이 시즌에 팀은 총 103개의 폭투를 범하여 KBO 리그 사상 최다 폭투 기록을 세웠다.
- 다익손은 단 한 경기에 구원등판했는데, 해당 경기에서 108구를 던지며 7이닝을 소화해 구원승을 따냈다.
- 전준우는 2013년 이후 단일 시즌에 단타 시 2루 주자의 득점을 가장 많이(46회) 허용한 외야수가 되었다.
- 연봉 1위 팀이 정규 시즌 10위를 한 것은 이때가 최초였다.
- 레일리는 이 시즌을 끝으로 KBO 리그를 떠나 KBO 리그 통산 1000이닝 미만 투수 중 통산 최다 보크(8) 기록을 세웠다.
- 서준원은 이 시즌까지 통산 11 선발패를 기록하여 2013년 이후 KBO 리그 역대 10대 투수 최다 기록을 세웠다.
- 윤길현은 이 시즌을 끝으로 은퇴하여 KBO 포스트시즌 사상 9이닝 당 탈삼진 27.00을 기록한 최초의 투수가 되었다.
- 이인복은 WAR -1.06으로 KBO 리그 역대 단일 시즌 무패 투수 중 최저 WAR 기록을 세웠다.
- 다익손은 만 25세로 KBO 리그 사상 규정 이닝을 채운 최연소 외국인 투수가 되었다.
- 시즌 후 NC 다이노스와 함께 낙동강 교육 리그를 만들어 참가했다.